# لتتشفرد (تشيشير)
لتتشفرد (بالإنجليزية: Latchford)‏ هي قرية تقع في المملكة المتحدة في إنجلترا. يقدر عدد سكانها بـ 7,856 نسمة .